# Большая Светлица
Большая Светлица — река в России, протекает в Нагорском районе Кировской области. Устье реки находится в 59 км по левому берегу реки Кобра. Длина реки составляет 23 км. В 11 км от устья принимает слева реку Малая Светлица.
Исток реки в 6 километрах к юго-востоку от посёлка Крутой Лог (Синегорское сельское поселение) и в 29 км к северо-востоку от посёлка Нагорск. Река течёт на северо-запад по ненаселённому сильно заболоченному лесу, перед устьем поворачивает на юго-запад. В нижнем течении преодолевает болото Светличное. Впадает в Кобру в 3 км к северо-востоку от посёлка Первомайск (Синегорское сельское поселение).

## Данные водного реестра
По данным государственного водного реестра России относится к Камскому бассейновому округу, водохозяйственный участок реки — Вятка от истока до города Киров, без реки Чепца, речной подбассейн реки — Вятка. Речной бассейн реки — Кама.
По данным геоинформационной системы водохозяйственного районирования территории РФ, подготовленной Федеральным агентством водных ресурсов:
- Код водного объекта в государственном водном реестре — 10010300212111100031051
- Код по гидрологической изученности (ГИ) — 111103105
- Код бассейна — 10.01.03.002
- Номер тома по ГИ — 11
- Выпуск по ГИ — 1